# MOT (Music On Top)
MOT (Music on Top) war eine 45-minütige Show für deutsche Schlager und internationale Pop-Hits des NDR im Ersten Fernsehprogramm. Die Sendereihe wurde von Wolf-Dieter Stubel, in den ersten 9 Folgen zunächst aus dem Off und in den letzten beiden Sendungen auch im Bild sichtbar, moderiert. Die Redaktion lag in den Händen von Horst Wernstedt. Für die Produktion zeichnete Harald Vock verantwortlich und die Regie führte bei allen 11 produzierten Folgen Rainer Bertram.

## Wolf-Dieter Stubel
Stubel war seit 1967 als Hörfunkmoderator tätig und über 30 Jahre beim Norddeutschen Rundfunk beschäftigt. Popularität erlangte er als Moderator der Internationalen Hitparade, die zwischen 1967 und dem 25. März 1989 (letzte Sendung) bei NDR 2 ausgestrahlt wurde und von 2005 bis 2016 bei Radio NORA und danach bis März 2020 bei Radio BOB! gesendet wurde. Wolf-Dieter Stubel verstarb am 6. Mai 2023 im Alter von 81 Jahren.

## Harald Vock
Vock war ab 1955 bis in die 1980er Jahre hinein der Unterhaltungschef des NDR Fernsehens. Aus dieser Funktion heraus war er u. a. der Begründer der Fernsehshows Musik aus Studio B, Haifischbar und Zwischenmahlzeit.

## Rainer Bertram
Ab 1967 stand Bertram erstmals als Fernsehregisseur hinter der Kamera. Er inszenierte Porträts über Count Basie, Juliette Gréco, O. W. Fischer, Erroll Garner, Zarah Leander und andere. Daneben arbeitete er zeitweise als Radiomoderator beim SFB und moderierte von 1967 bis 1970 die Hitparade Hey Music. Ab den 1970er Jahren führte er unter anderem bei der erfolgreichen Quiz-Reihe Alles oder nichts Regie. Nach dem Ausscheiden des langjährigen Regisseurs Sigmar Börner bei der Sendung Musik aus Studio B, übernahm er ab dem 18. Oktober 1971 auch hier die Regiearbeit, für die er bis zur 97. und letzten Ausgabe dieser Sendereihe am 20. September 1976 verantwortlich zeichnete.
Ab 1979 inszenierte Bertram einige deutsche Vorentscheidungen zum Eurovision Song Contest und 1983 war er für die Übertragung des 28. Eurovision Song Contest in München verantwortlich. Es folgten Arbeiten für das Privatfernsehen wie zum Beispiel die RTL-Show Alles nichts oder?! (1988 bis 1992).

## Konzept
MOT (Musik on Top) war als unmittelbare Nachfolgesendung des langlebigen und erst kurz zuvor eingestellten Musik aus Studio B konzipiert worden. Im Unterschied zur Vorgängersendung sollte diese neue Musikshow ganz ohne einen im Bild sichtbaren Moderator auskommen, weshalb alle Künstler und Interpreten zunächst nur von einer Stimme aus dem „Off“ angekündigt wurden. Erst in den letzten beiden Sendungen war der Moderator dann auch im Bild zu sehen. In aller Regel traten zu Beginn der Sendung zumeist drei deutschsprachige Sängerinnen und Sänger auf, gefolgt von drei internationalen Musikacts und einem deutschen oder internationalen Gaststar am Ende der Sendung. Mit dabei waren auch wieder die Damen des Hamburger Fernsehballetts, die zuvor ebenfalls zur Stammbesetzung von Musik aus Studio B gehörten. Die Choreografie der Tanzdarbietungen, die jeweils zu Beginn und zum Abschluss der Sendung zu sehen waren, lag, wie schon in den Studio B-Jahren, in den bewährten Händen von Heinz Schmiedel und Maria Litto.
Die ersten neun Folgen der Sendereihe wurden im Studio Hamburg vorab aufgezeichnet, während die letzten beiden Ausgaben als Live-Sendungen ausgestrahlt wurden. Alle elf Folgen wurden vor im Studio anwesenden Zuschauern produziert.
Die Sendereihe MOT (Music On Top) wurde bereits nach insgesamt elf Sendungen wieder eingestellt, weil der ARD damals die nur noch acht Millionen Schlagerfreunde zu wenig waren.

## Liste der ARD-Ausstrahlungen
| Sendedatum | Folge | Präsentation       | Gäste |
| 15.11.1976 | 01    | Wolf-Dieter Stubel | Dunja Rajter - Junges Herz Howard Carpendale - Noch hast du dein ganzes Leben vor dir Gitte Haenning - Happy End Kevin Johnson - Grab The Money And Run Donatella - Lailola Gérard Lenorman - Gentil dauphin triste Volkmar Döring - Christine, komm flieh' mit mir nach Wien The Singers Unlimited - Claire Udo Jürgens - Tante Emma - Aber bitte mit Sahne (Live-Unplugged-Version mit Spezialtext zur Premierensendung von M.O.T.) - Der Schuft Es tanzt das Hamburger Fernsehballett - Choreografie: Heinz Schmiedel und Maria Litto                                                                                 |
| 27.12.1976 | 02    | Wolf-Dieter Stubel | Mary Roos Chris Roberts Boney M. Peter Gilmore Es tanzt das Hamburger Fernsehballett (Street Singing / So ein Mann) - Choreografie: Heinz Schmiedel und Maria Litto |
| 28.02.1977 | 03    | Wolf-Dieter Stubel | Es tanzt das Hamburger Fernsehballett - Choreografie: Heinz Schmiedel und Maria Litto |
| 25.04.1977 | 04    | Wolf-Dieter Stubel | Cliff Richard Big Mouth & Little Eve Es tanzt das Hamburger Fernsehballett - Choreografie: Heinz Schmiedel und Maria Litto |
| 20.06.1977 | 05    | Wolf-Dieter Stubel | Duesenberg - California Peter Orloff - Die Nacht, als Christina fortlief (Lay Back In The Arms Of Someone) Eruption feat. Precious Wilson - Party, Party Igal Bashan - Sing It Like A Bird Sylvia Vrethammar - Frei wie Wind und Wolken Lux Lane And Friends - Rubber Soul Man Sunrise - Lady Chanter Sisters - Just Your Fool George Baker Selection - Beautiful Rose Nana Mouskouri - Milisse mou Nana Mouskouri - Guten Morgen, Sonnenschein Nana Mouskouri - Sieben schwarze Rosen Es tanzt das Hamburger Fernsehballett (Boogie Boots & New York, You Got Me Dancing) Choreografie: Heinz Schmiedel und Maria Litto |
| 03.10.1977 | 06    | Wolf-Dieter Stubel | Ausstrahlung der ursprünglich für den 5. September 1977 geplanten Folge, die zuvor aus aktuellem Anlass (Entführung von Hanns-Martin Schleyer) leider ausfallen musste. Salvatore Adamo - Der Hund Marsha Hunt - The Other Side Of Midnight Baccara - Sorry, I'm A Lady Es tanzt das Hamburger Fernsehballett - Choreografie: Heinz Schmiedel und Maria Litto |
| 31.10.1977 | 07    | Wolf-Dieter Stubel | Claudja Barry Es tanzt das Hamburger Fernsehballett - Choreografie: Heinz Schmiedel und Maria Litto |
| 19.12.1977 | 08    | Wolf-Dieter Stubel | Bugatti - Comeback Mary Ann Dorthe Kollo - Lieder im Wind Saragossa Band - Disco Boogie Boogie Monika Hauff & Klaus-Dieter Henkler - Die Stunde bis der Zug fährt Joy Cat - One More Step To Happiness Al Jarreau - Take Five - We Got By Gebbi & Gebbi - Il Mondo Blu Black & White - Love Me Or Leave Me Jürgen Marcus - Das weiß die ganze Nachbarschaft Captain & Tennille - Love Will Keep Us Together Es tanzt das Hamburger Fernsehballett - Choreografie: Heinz Schmiedel und Maria Litto |
| 12.01.1978 | 09    | Wolf-Dieter Stubel | Katja Ebstein - Es war beinah so wie ein Lied Juliane Werding - Oh Mann, oh Mann, wo hat der Mann nur seine Augen Peter Petrel - Wer hat hier denn wohl wen verführt Shepstone & Dibbens - Green Green Eyes Teach In - Dear John Champagne - Valentino Uriah Heep - Free Me Okko, Lonzo, Berry, Chris & Timpe - Bis in den Sonntag Es tanzt das Hamburger Fernsehballett - Choreografie: Heinz Schmiedel und Maria Litto |
| 09.03.1978 | 10    | Wolf-Dieter Stubel | Helena Vondráčková - Die Chance Rex Gildo Maggie MacNeal Georges Moustaki Michel Sardou Es tanzt das Hamburger Fernsehballett - Choreografie: Heinz Schmiedel und Maria Litto |
| 20.04.1978 | 11    | Wolf-Dieter Stubel | Wolfgang Michels - Do You Still Dig It La Belle Epoque - Let Men Be Wolfsmond - Radio Rock 'N' Roll Jane Palmer - Crystal Ball Hot Chocolate - Every 1's A Winner Hanne Haller - Das kannst du also auch nicht Dream Express - Like Mozart Said Tina Charles - I'll Go Where Your Music Takes Me Krystof (Krzysztof Krawczyk) - Als wir noch Kinder waren LUV' - U. O. Me (You Owe Me) Marie Laforêt - Il A Neige Sur Yesterday Es tanzt das Hamburger Fernsehballett - Choreografie: Heinz Schmiedel und Maria Litto |

Im Archiv des Norddeutschen Rundfunks (NDR) in Hamburg sind, laut Auskunft des dortigen Archivservice (Informationsstand 2015), nur noch 3 der ursprünglich insgesamt 11 produzierten Folgen der Sendereihe „MOT (Music On Top)“ überliefert. Es handelt sich dabei um die Mitschnitte der Folgen 1, 8 und 11. Das MAZ-Material der anderen 8 Folgen ist im Archiv des NDR entweder nicht mehr oder nur noch teilweise in Fragmentform vorhanden. Das betreffende MAZ-Material weist dann aber zumeist gravierende Bild- und Tonmängel auf, so dass es in aller Regel leider nicht mehr sendefähig ist oder umkopiert werden kann.

## Trivia
Die ursprünglich für den 5. September 1977 vorgesehene Ausstrahlung der 6. Folge wurde kurzfristig aus dem Programm genommen, weil die ARD die Show wegen der Entführung von Hanns Martin Schleyer nicht angemessen fand. Es war die einzige Programmänderung am Entführungstag.
In der 34. Folge der Schnellratesendung Die Montagsmaler vom 10. Januar 1978 trat ein mit Wolf-Dieter Stubel, Dorthe Kollo, Juliane Werding und Lonzo Westphal besetztes Team der ARD-Sendung MOT, zum heiteren Mal- und Rate-Wettstreit, gegen eine Mannschaft der ZDF-Silvesterparty an.